# Diebold Schilling starší
Diebold Schilling starší (1445–1486) byl švýcarský středověký historik a autor několika švýcarských ilustrovaných kronik z 80. let patnáctého století – Berner Schilling, Spiezer Schilling a Zürcher Schilling.

## Životopis

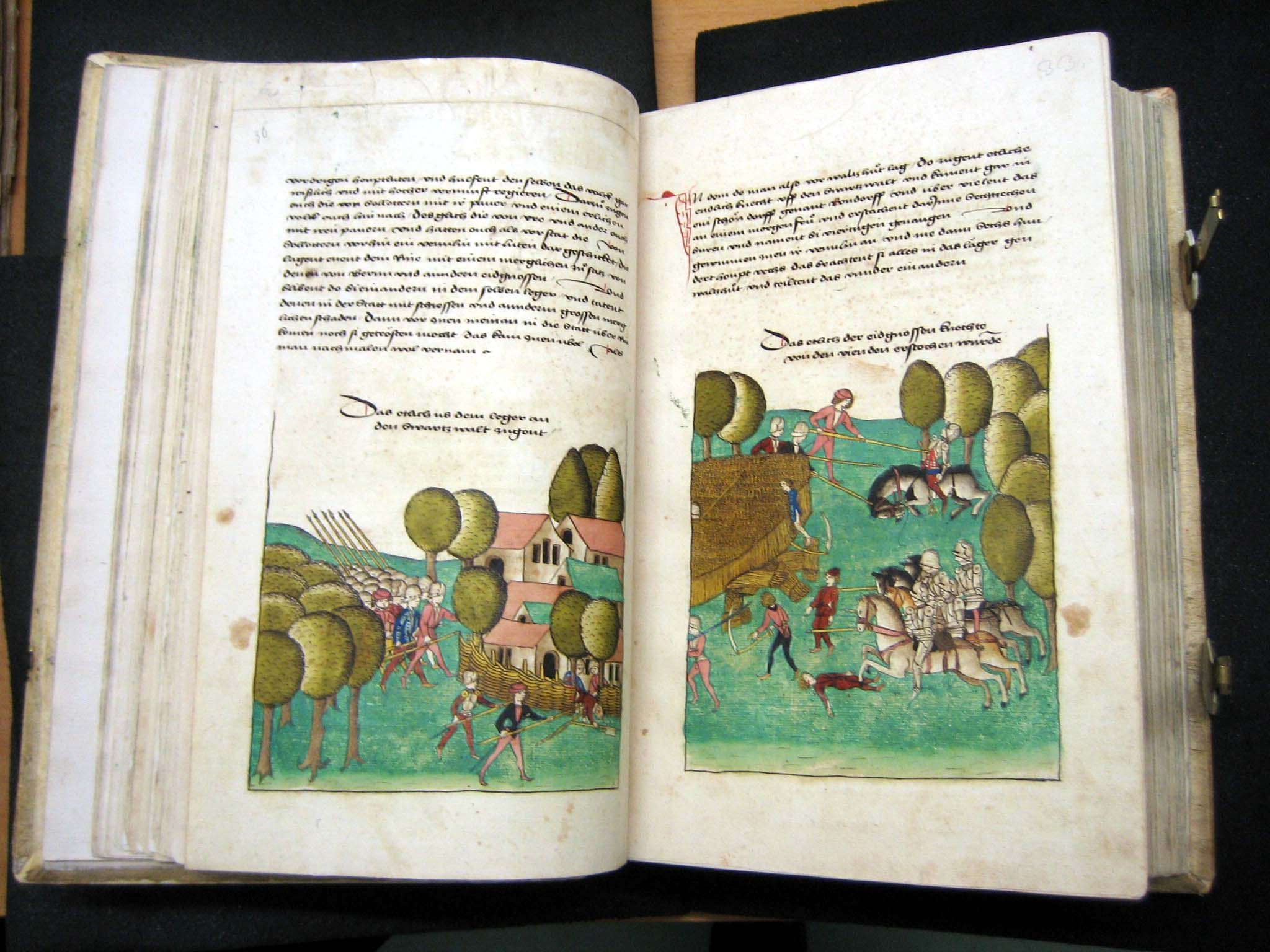
Dvojlist Grosse Burgunderchronik (Velké burgundské kroniky) známé také jako Zürcher Schilling

Narodil se do významné rodiny v severošvýcarském Solothurnu jako druhý syn Niklause Schillinga. Jeho synovcem byl kronikář Diebold Schilling mladší. Po několikaleté práci v Lucernu nastoupil roku 1460 do služeb bernského kancléřství. Od roku 1468 zasedal ve velké radě města a působil také jako soudce. Účastnil se také burgundských válek.
Jako občan Bernu se seznámil s městským kronikářem Bendictem Tschachlanem. V roce 1474 jej rada pověřila sepsáním městské kroniky. Výsledkem se staly tři díly, na nichž pracoval v letech 1474–1483. V kronice Zürcher Schilling (Grosse Burgunderchronik), jíž vytvořil kolem roku 1480, využil osobní znalost burgundských válek. Obsahem není veršovaný styl s humantistickým podtextem, ale soubor příběhů, zpráv a pikantních událostí z každodenního života. Práce je doprovázena asi 600 ilustracemi.